# اکورنام
اکورنام (به لاتین: Acurenam) در گینه استوایی است که در centro sur province واقع شده‌است.

## خصوصیات
اکورنام ۲٬۷۱۴ نفر جمعیت دارد.